# Dalian Zhixing
El Dalian Yingbo (en chino simplificado, 大连英博足球俱乐部; pinyin, Dàlián Yīngbó Zúqiú Jùlèbù) es un equipo de fútbol de China que juega en la Superliga de China, la primera división nacional.

## Historia
Fue fundado en el año 2021 en la ciudad de Dalian en Liaoning con el nombre Dalian Duxing Football Club (en chino, 大连读行足球俱乐部), y tiene una fuerte conexión con el desaparecido Dalian Shide ya que su primer cuerpo técnico estaba compuesto por exjugadores del club. El equipo que participó en el primer torneo oficial de su historia estaba compuesto principalmente por exjugadores de los equipos locales Dalian Aerbin y Dalian Transcendence, varios de ellos con experiencia en la Superliga China.
En su primera temporada competitiva el club participó en la Chinese Champions Cup como parte del grupo I y llegó a la ronda final para terminar en tercer lugar, logrando la clasificación al playoff de ascenso, el cual ganó y logró el ascenso a la Segunda Liga China. Al iniciar la temporada 2023 cambia su nombre por el de Dalian Zixhing para ser más neutral, un requisito de la Chinese Football Association, y contrataron a más jugadores de Dalian. Dalian Zhixing terminó en segundo lugar de la China League Two de 2023 y ganó el ascenso a la China League One. Sin embargo, el propietario del club, el Dalian Shanhai Group, está involucrado en un caso de captación de fondos ilegal. A raíz de ello el club se quedó sin fondos, y fue forzado a una auditoría el diciembre de 2023. El 15 de diciembre de 2023, se confirmó que Dalian Tongshun Construction Co., Ltd. (en chino, 大连统顺建设有限公司), una compañía que estuvo vinculada con el club Dalian Tongshun Construction desde 2014, completó la adquisición del club.
El 29 de enero de 2024 el club pasa a llamarse Dalian Yingbo Football Club, nombre que salió ganador en un concurso.